# Clóvis Simas
Clóvis Francisco Pinto Simas (nascido em 22 de dezembro de 1967) é um ex-jogador brasileiro de futsal, que atuava na posição de pivô. Ele fez parte da Seleção Brasileira de Futsal que conquistou o terceiro título mundial em 1996.